# Cobra

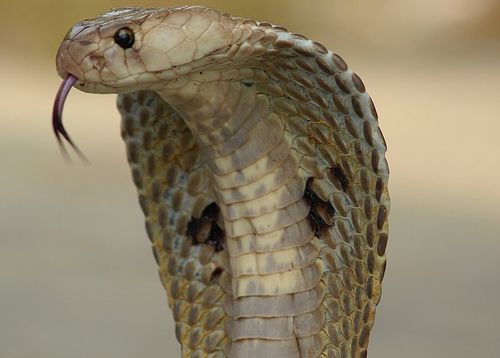
Cobra indiano, Naja naja

Il cobra è il nome comune utilizzato per identificare alcuni elapidi in grado di allargare le costole per formare il famoso cappuccio.

Il termine deriva dal portoghese cobra (cobra-de-capelo, "serpente con il cappuccio"), derivante a sua volta dal latino colŭbra ("femmina del serpente").
La caratteristica principale di molti cobra è data dalla loro reazione ad un disturbo o un pericolo. In questi frangenti questi sono in grado di sollevare la parte anteriore del corpo ed estendere le nervature del collo in modo da assumere un aspetto minaccioso acquisendo la caratteristica conformazione come in foto.
In India, il cobra (chiamato नाग naag in hindi, નાગ naag in gujarati, நாகம் naagam in tamil) è venerato dagli indù in quanto considerato un attributo del dio Shiva: solitamente il dio è infatti rappresentato con il serpente attorno al collo. Il cobra rappresenta anche l'energia dormiente, chiamata kundalini, il potere del serpente.
Non tutti i serpenti definiti cobra fanno tuttavia parte dello stesso genere. Con il termine cobra infatti si può intendere:
- le specie del genere Naja, che sono i tipici cobra dell'immaginario collettivo (in grado di alzare parte del corpo e dilatare il collo), che si trovano in Africa ed Asia;
- le specie del genere Boulengerina, i cobra acquatici, diffusi in Africa;
- le specie del genere Aspidelaps, diffusi anch'essi in Africa;
- le specie del genere Pseudohaje, diffusi in Africa;
- Paranaja multifasciata, specie diffusa in Africa;
- Ophiophagus hannah, conosciuto come cobra reale, diffuso in India e Sudest asiatico;
- Hemachatus haemachatus, conosciuto come lo sputatore del Sudafrica;
- Micrurus fulvius, conosciuto come il serpente corallo comune, diffuso negli Stati Uniti sudorientali e in Messico settentrionale;

Inoltre i serpenti dei generi Dendroaspis (i famosi mamba) e Pseudonaja (serpente bruno australiano), sono in grado di allargare il cappuccio (ma in misura minima) pur non appartenendo ai cobra.

## Habitat
Il cobra vive nei deserti (si può trovare spesso nell'Africa).